# Gabriel Murr
Gabriel Murr – przedsiębiorca i polityk libański, brat Michela Murra, były deputowany Zgromadzenia Narodowego, założyciel i właściciel libańskiej stacji telewizyjnej Murr Television-MTV Lebanon.